# 1018 км
1018 км — упразднённый в 1996 году населённый пункт (тип: железнодорожная казарма) в Кирово-Чепецком районе Кировской области России. Находится на территории современного Чувашевского сельского поселения.

## География
Находится в центральной части региона, в подзоне южной тайги, у реки Филипповка.

### Географическое положение
- ж/д буд. 1017 км (← 0.7 км)
- ост. платформа Луговой (→ 0.7 км)
- д. Коршуниха (↑ 1.2 км)
- поч. Пойловцы (↗ 1.7 км)
- д. Чуваши (→ 3 км)
- д. Башланы (↓ 3.2 км)
- ж/д каз. 1021 км (→ 3.3 км)

### Климат
Климат, как и во всём районе, характеризуется как континентальный, с продолжительной холодной многоснежной зимой и умеренно тёплым коротким летом. Среднегодовая температура — 1,3 — 1,4 °C. Средняя температура воздуха самого холодного месяца (января) составляет −14,4 — −14,3 °C (абсолютный минимум — −35 °С); самого тёплого месяца (июля) — 17,6 — 17,8 °C (абсолютный максимум — 35 °С). Безморозный период длится в течение 114—122 дней. Годовое количество атмосферных осадков — 500—700 мм, из которых около 70 % выпадает в тёплый период. Снежный покров устанавливается в середине ноября и держится 160—170 дней

## История
Список населённых пунктов Кировской области 1939 года приводит данные по полуказарме жд 66 км, входящей в Просницкий район,	Вахрушевский сельсовет.
Список населённых пунктов Кировской области на 01.01.1950 года описывает казарму	66 км, входящую в Просницкий район,	Вахрушевский сельсовет. В 5	хозяйствах 14 жителей (Источник: 1. Списки нас. пунктов Кировской области, составленные по данным похозяйственных книг на 1 января 1950 года. // ЦГАКО. Ф. 2344. Оп. 27. Ед. хр. 635. л. 709).	
На момент упразднения входил в состав Чувашевского сельского округа.
В 1996 году исключён из учётных данных

## Население
В 1950 году в 5	хозяйствах 14 жителей (Источник: 1. Списки нас. пунктов Кировской области, составленные по данным похозяйственных книг на 1 января 1950 года. // ЦГАКО. Ф. 2344. Оп. 27. Ед. хр. 635. л. 709).	
Согласно Всесоюзной переписи населения 1989 года проживали 12 человек, из них 5 мужчин, 7 женщин (Итоги Всесоюзной переписи населения 1989 года по Кировской области [Текст] : сб. Т. 3. Сельские населенные пункты / Госкомстат РСФСР, Киров. обл. упр. статистики. — Киров:, 1990. — 236 с. — С. 84).

## Инфраструктура
Путевое хозяйство Горьковской железной дороги.

## Транспорт
Доступна автомобильным и железнодорожным транспортом. В пешей доступности автодорога 33Р-013.